# Piastowie głogowsko-żagańscy
Piastowie głogowsko-żagańscy - gałąź śląskiej linii Piastów wyodrębniona w połowie XIII wieku. Protoplastą linii był Konrad I głogowski. Linia panowała na tronach księstw: głogowskiego, bytomskiego, żagańskiego, kożuchowskiego, krośnieńskiego i ścinawskiego. Wygasła na Janie II w 1504.
Konrad I głogowski
- Henryk III głogowski
  - Henryk IV Wierny
    - Henryk V Żelazny
      - Henryk VI Żagański
      - Anna żagańska
      - Jadwiga żagańska
      - Henryk VII Rumpold
      - Henryk VIII Wróbel
        - Jan I żagański
          - Baltazar I żagański
            - Anna Żagańska (3)
            - Wacław żagański Młodszy

          - Rudolf żagański
          - Anna Żagańska (2)
          - Jadwiga Żagańska (3)
          - Małgorzata Żagańska
          - Wacław żagański
          - Barbara Żagańska
          - Scholastyka Żagańska
          - Agnieszka Żagańska
          - Jan II Szalony
            - Małgorzata Żagańska(2)
            - Salomea Żagańska (2)
            - Jadwiga Żagańska (4)
            - Anna Żagańska (5)
            - Barbara Żagańska (2)

        - Henryk IX Starszy
          - Zygmunt Żagański
          - Henryk XI głogowski
          - Anna Głogowska (2)
          - Jadwiga Głogowska (3)
          - Katarzyna Głogowska (2)
          - Elżbieta Głogowska

        - Henryk X Rumpold
        - Wacław krośnieński
        - Anna Żagańska (4)

    - Agnieszka Żagańska
    - Katarzyna Żagańska
    - Jadwiga żagańska
    - Salomea Żagańska

  - Konrad I oleśnicki
    - Piastowie oleśniccy

  - Agnieszka głogowska
  - Bolesław oleśnicki
  - Jan ścinawski
  - Salomea Głogowska
  - Katarzyna Głogowska
  - Przemko głogowski
  - Jadwiga głogowska
- Konrad II Garbaty
- Przemko ścinawski
- Anna Głogowska (1)
- Eufemia Głogowska
- Jadwiga głogowska